# جيناي تو
جيناي تو (باليابانية: 地 内 島) هي جزيرة بركانية مهجورة في بحر الفلبين تابعة لليابان تقع حوالي 220 كيلومتر (140 ميل) جنوب طوكيو في أرخبيل جزر إيزو.